# Хисберт, Хуан
Хуан Хисберт-старший (исп. Juan Gisbert, Padre; р. 5 апреля 1942, Барселона) — испанский теннисист. Отец профессионального теннисиста Хуана Хисберта-Шульце
- Победитель 23 турниров в одиночном и парном разряде с начала Открытой эры
- Финалист чемпионата Австралии 1968 года в одиночном разряде
- Победитель турнира Мастерс 1975 года и Универсиады 1967 года в мужском парном разряде
- Финалист Кубка Дэвиса 1965 года в составе сборной Испании

## Игровая карьера
Хуан Хисберт начал выступления в международных любительских теннисных турнирах в 14 лет. В 1959 году он дошёл до финала престижного юношеского турнира Orange Bowl, а на следующий год в составе команды Испании выиграл два молодёжных международных турнира — Sunshine Nations Cup и Кубок Галеа.
В 1965 году Хисберт выиграл престижный Международный чемпионат Испании по теннису, победив по ходу таких мастеров, как Мануэль Сантана и Рафаэль Осуна. В 23 года он был впервые приглашён в состав сборной Испании в Кубке Дэвиса, выиграл с ней Европейский зональный, а затем и межзональный турнир, обыграв по пути соперников из ФРГ, Чехословакии, ЮАР и США и получив право на участие в Раунде вызова против действующих обладателей Кубка — австралийцев. В финальном матче он, однако, проиграл обе своих встречи, а сборная Испании уступила с общим счётом 4:1.
В 1967 году Хисберт вторично помог сборной Испании дойти до финального матча Кубка Дэвиса. Этот успех был обеспечен в том числе и его пятью победами в шести играх с командами Румынии, СССР и Эквадора, но в Раунде вызова сборная на этот раз сыграла без него, уступив австралийцам с тем же счётом, что и за два года до этого. В 1967 году он также выиграл теннисный турнир Универсиады в парном разряде, где с ним выступал его брат Хосе Мария Хисберт. На следующий год Хуан добился высшего успеха в своей одиночной карьере, когда дошёл до финала чемпионата Австралии, в последний раз проводившегося только среди любителей. Состав участников был ослаблен отсутствием ведущих австралийских и американских профессионалов, но даже в этом случае Хисберту для выхода в финал пришлось преодолеть сопротивление таких соперников, как Дик Крили и Рэй Раффлз. В финале его переиграл хозяин корта Уильям Боури. На показательном теннисном турнире Олимпийских игр в Мехико Хисберт стал финалистом в мужском парном разряде, где они с Мануэлем Орантесом были посеяны под первым номером.
После начала Открытой эры, когда на все турниры получили допуск теннисисты-профессионалы, основные успехи Хисберта приходились на парный разряд. Он выиграл в паре с Мануэлем Орантесом 14 турниров профессиональных туров Гран-при и World Championship Tennis (включая итоговый турнир Гран-при Мастерс в 1975 году), ещё четыре титула добавив с Илие Настасе и столько же — ещё с четырьмя разными партнёрами. Свой последний титул он завоевал на турнире Гран-при в Мюнхене в мае 1976 году, а последний финал провёл в ноябре того же года в Йоханнесбурге, завершив на этом свою игровую карьеру. В одиночном разряде он за это же время выиграл один профессиональный турнир и ещё пять раз проигрывал в финалах. За сборную Испании он провёл в общей сложности 37 матчей, в начале карьеры главным образом в одиночном разряде, а в конце — в парах. На его счету 45 выигранных встреч (27 в одиночном и 18 в парном разряде) из 69.

## Участие в финалах турниров Большого шлема за карьеру

### Одиночный разряд (1)
Поражение (1)
| Год  | Турнир              | Покрытие | Соперник в финале | Счёт в финале      |
| ---- | ------------------- | -------- | ----------------- | ------------------ |
| 1968 | Чемпионат Австралии | Трава    | Уильям Боури      | 5-7, 6-2, 7-9, 4-6 |

## Титулы в турнирах Гран-при и WCT за карьеру

### Одиночный разряд (1)
| Дата       | Турнир                  | Покрытие | Соперник в финале | Счёт в финале |
| ---------- | ----------------------- | -------- | ----------------- | ------------- |
| 4 мар 1975 | Шривпорт, Луизиана, США |          | Войтек Фибак      | 6-3, 5-7, 6-1 |

### Парный разряд (22)
|     | Дата        | Турнир                              | Покрытие | Партнёр           | Соперники в финале                   | Счёт в финале             |
| --- | ----------- | ----------------------------------- | -------- | ----------------- | ------------------------------------ | ------------------------- |
| 1.  | 14 фев 1971 | Нью-Йорк, США                       | Хард (i) | Мануэль Орантес   | Джимми Коннорс Харун Рахим           | 7-6, 6-2                  |
| 2.  | 21 фев 1971 | Солсбери, Мэриленд, США             | Хард (i) | Мануэль Орантес   | Кларк Гребнер Томас Кох              | 6-3, 4-6, 7-6             |
| 3.  | 24 окт 1971 | Барселона, Испания                  | Грунт    | Желько Франулович | Клифф Драйсдейл Андрес Химено        | 7-6, 6-2, 7-6             |
| 4.  | 14 мая 1972 | Брюссель, Бельгия                   | Грунт    | Мануэль Орантес   | Патрисио Корнехо Хайме Фильоль       | 9-7, 6-3                  |
| 5.  | 23 июн 1972 | Истборн, Великобритания             | Трава    | Мануэль Орантес   | Николас Калогеропулос Эндрю Петтисон | 8-6, 6-2                  |
| 6.  | 23 окт 1972 | Барселона (2)                       | Грунт    | Мануэль Орантес   | Фрю Макмиллан Илие Настасе           | 6-3, 3-6, 6-4             |
| 7.  | 19 янв 1973 | Роанок, Виргиния, США               | Хард     | Джимми Коннорс    | Бутч Сиуэйген Иэн Флетчер            | 6-0, 7-6                  |
| 8.  | 2 апр 1973  | Барселона (3)                       | Грунт    | Мануэль Орантес   | Ион Цирьяк Майк Эстеп                | 6-4, 7-6                  |
| 9.  | 14 апр 1973 | Монте-Карло, Монако                 | Грунт    | Илие Настасе      | Жорж Гован Патрик Пруази             | 6-2, 6-2, 6-2             |
| 10. | 29 окт 1973 | Париж, Франция                      | Хард (i) | Илие Настасе      | Роско Таннер Артур Эш                | 6-2, 4-6, 7-5             |
| 11. | 26 мая 1974 | Борнмут, Великобритания             | Грунт    | Илие Настасе      | Коррадо Барадзутти Паоло Бертолуччи  | 6-4, 6-2, 6-0             |
| 12. | 14 окт 1974 | Барселона (4)                       | Грунт    | Илие Настасе      | Гильермо Вилас Мануэль Орантес       | 3-6, 6-0, 6-2             |
| 13. | 17 фев 1975 | Бока-Ратон, Флорида, США            | Хард     | Кларк Гребнер     | Ион Цириак Юрген Фассбендер          | 6-2, 6-1                  |
| 14. | 4 мар 1975  | Шривпорт, Луизиана, США             |          | Уильям Браун      | Янош Беньик Роберт Махан             | 6-4, 6-4                  |
| 15. | 13 мая 1975 | Борнмут (2)                         | Грунт    | Мануэль Орантес   | Сид Болл Дик Крили                   | 8-6, 6-3                  |
| 16. | 19 мая 1975 | Открытый Гран-при Германии, Гамбург | Грунт    | Мануэль Орантес   | Ян Кодеш Войтек Фибак                | 6-3, 7-6                  |
| 17. | 4 авг 1975  | Индианаполис, США                   | Грунт    | Мануэль Орантес   | Ханс-Юрген Поман Войтек Фибак        | 7-5, 6-0                  |
| 18. | 26 окт 1975 | Тегеран, Иран                       | Грунт    | Мануэль Орантес   | Фрю Макмиллан Боб Хьюитт             | 7-5, 6-7, 6-1, 6-4        |
| 19. | 17 ноя 1975 | Калькутта, Индия                    | Грунт    | Мануэль Орантес   | Ананд Амритраж Виджай Амритраж       | 1-6, 6-4, 6-3             |
| 20. | 30 ноя 1975 | Мастерс, Стокгольм, Швеция          | Ковёр    | Мануэль Орантес   | Круговой турнир                      | Круговой турнир           |
| 21. | 28 мар 1976 | Валенсия, Испания                   | Грунт    | Мануэль Орантес   | Коррадо Барадзутти Антонио Зугарелли | без игры                  |
| 22. | 4 мая 1976  | Мюнхен, ФРГ                         | Грунт    | Мануэль Орантес   | Ханс-Юрген Поман Юрген Фассбендер    | 1-6, 6-3, 6-2, 2-3, отказ |

## Участие в финалах командных турниров за карьеру
Поражение (1)
| Год  | Турнир       | Место проведения  | Покрытие | Команда                                      | Соперник в финале                                   | Счёт |
| ---- | ------------ | ----------------- | -------- | -------------------------------------------- | --------------------------------------------------- | ---- |
| 1965 | Кубок Дэвиса | Сидней, Австралия | Трава    | Испания Х. Л. Арилья, М. Сантана, Х. Хисберт | Австралия Дж. Ньюкомб, Т. Роч, Ф. Столл, Р. Эмерсон | 1-4  |